# Список национальных парков Эквадора
Список национальных парков и природоохранных зон Эквадора.

## Национальные парки
В Эквадоре находится 11 национальных парков:
| Название            | Фотография | Расположение                                                             | Площадь     | Год основания |
| ------------------- | ---------- | ------------------------------------------------------------------------ | ----------- | ------------- |
| Котопахи            |            | Провинция Котопахи                                                       | 333,93 км²  | 1975          |
| Кахас               |            | Провинция Асуай                                                          | 285,4 км²   | 1996          |
| Галапагос           |            | Провинция Галапагос                                                      | 7995,4 км²  | 1959          |
| Льянганатес         |            | Провинция Котопакси Провинция Напо Провинция Пастаса Провинция Тунгурауа | 2197,07 км² | 1996          |
| Мачалилья           |            | Провинция Манаби                                                         | 750,59 км²  | 1979          |
| Подокарпус          |            | Провинция Самора-Чинчипе                                                 | 1462,8 км²  | 1982          |
| Сангай              |            | Провинция Морона-Сантьяго Провинция Чимборасо Провинция Тунгурауа        | 5177,65 км² | 1979          |
| Сумако-Напо-Галерас |            | Провинция Напо Провинция Орельяна Провинция Сукумбиос                    | 2067,49 км² | 1994          |
| Якури               |            | Провинция Самора-Чинчипе Провинция Лоха                                  | 430,906 км² | 2009          |
| Ясуни               |            | Провинция Орельяна Провинция Пастаса                                     | 9820 км²    | 1979          |
| Рио-Негро Сопладора |            | Провинция Асуай                                                          | 306,16 км²  | 2018          |

## Заповедники

### Экологические заповедники
В Эквадоре находится 9 заповедников:
- Заповедник Арениллас
- Заповедник Мангларес Чуруте
- Заповедник Антисана
- Заповедник Котакачи Каяпас
- Заповедник Эль Ангел
- Заповедник Иллинисас
- Заповедник Мангларес Каяпас Матахе
- Заповедник Кофан-Бемехо
- Заповедник Маче-Чиндул

### Биологические заказники
В Эквадоре находится 4 биологических заказника:
- Заказник Серро Платеадо
- Заказник Эль Кими
- Заказник Эль Кондор
- Национальный биологический заказник Лимонкоча

### Геоботанические заказники
В Эквадоре находится 1 геоботанический заказник:
- Геоботанический заказник Пулулауа

### Охраняемые природные территории
В Эквадоре находится 10 охраняемых природных территорий:
- Природоохранная зона Пасочоа
- Природоохранная зона острова Санта Клара
- Природоохранная зона острова Корасон и Фрагата
- Природоохранная зона Ла Чикита
- Природоохранная зона Эль Сарса
- Природоохранная зона Эль Памбилар
- Природоохранная зона Пакоче
- Болото Эль Морро
- Болота Рио Муисне Эстуари
- Болота Рио Эсмеральдас Эстуари